# Hua Eleanor Yu
Hua Eleanor Yu es la primera profesora de la Fundación Billy and Audrey L. Wilder en Inmunoterapia de Tumores en el Instituto de Investigación Beckman de la clínica Centro Médico Nacional Ciudad de Esperanza en Duarte, California.  Además, codirige el  Programa de Inmunoterapia contra el Cáncer en el centro oncológico Ciudad de Esperanza, junto con el Dr. Peter P. Lee. El laboratorio de la Dra. Yu  fue el primero en identificar la STAT3, una proteína que ayuda a proteger las células tumorales del sistema inmune. Su equipo desarrolla posibles fármacos de tratamiento que utilizan CpG-Stat3 siRNA para atacar las células tumorales en ratones y en humanos.

## Educación
La Dra. Hua Eleanor Yu es sobrina del Dr.Tsai-Fan Yu. La Dra. Yu asistió a la Universidad de Columbia, donde obtuvo una licenciatura en Biología en 1983, y un doctorado en Biología Molecular en 1988. Desde 1989 hasta 1992,  ocupó un cargo de postdoctorado en Biología Molecular en la Universidad de Míchigan,  Ann Arbor, Míchigan.

## Carrera
La Dra. Yu trabajó como investigadora científica en el Departamento de Microbiología e Inmunología en la Universidad de Míchigan desde 1994 hasta 1995, antes de unirse al Programa de Inmunología en el Centro Oncológico Moffitt en Tampa, Florida. Allí trabajó hasta el 2005, cuando  se convirtió en Profesora  y Directora Adjunta del Departamento de Inmunoterapia Oncológica e Inmunología Tumoral en el Instituto de Investigación Beckman de la clínica Centro Médico Nacional Ciudad de Esperanza en Duarte, California. En el 2013,  se convirtió en la primera profesora de Inmunoterapia de Tumores en la Fundación Billy and Audrey L. Wilder.

## Investigación
La Dra. Yu y su equipo fueron los primeros en identificar el crecimiento y la supervivencia de las células tumorales como un regulador crítico en los procesos.  Estudiaron la activación de la proteína STAT3, y determinaron que ayuda a crear un entorno favorable de la célula tumoral, que la protege de las células inmunes cercanas.
Al estudiar y entender la función de la proteína STAT3  en la angiogénesis tumoral y en la evasión inmune, también han identificado un posible objetivo molecular para terapia contra el cáncer.
Stat3 siRNA se utiliza para inhibir la producción de STAT3, mientras que el CpG (par de citosina y guanina enlazado por fosfatos) se une las células tumorales y estimula las células inmunes. De este modo, CpG-Stat3 siRNA puede apagar el mecanismo de defensa de las células cancerosas e incitar al sistema inmune a atacarlas. Yu utiliza ratones, como animales modelo, para estudiar el tratamiento del glioblastoma  multiforme y el linfoma de células B, en especial de tumores agresivos que son resistente a las formas convencionales de tratamiento. Se estaban planificando ensayos con pacientes humanos a partir del 2013.
La Dra. Hua Yu, reconocida a nivel internacional, ha colaborado con el Dr. Thomas Blankenstein del Centro de Medicina Molecular Max Delbrück en Alemania y con el Dr. Jie Liu de la Universidad de Fudan en China. La nueva compañía LA Cell, Inc., que espera desarrollar terapias de anticuerpos que penetren las células, utiliza las tecnologías desarrolladas en el laboratorio de la Dra. Hua Yu y del Dr. Andreas Herrmann en Ciudad de Esperanza.
Las pruebas preliminares también indican que Stat3 puede estar relacionado con la diabetes.

## Reconocimientos
En el 2014, la Dra. Yu recibió el Premio Humboldt de Investigación de la Fundación Alexander von Humboldt, concedido a "académicos, cuyos descubrimientos fundamentales, teorías nuevas, o conocimientos han tenido un impacto significativo en su disciplina y que se espera que continúen produciendo avances de vanguardia en el futuro."